# Hommes et plantes
Hommes et plantes (en castellano: Hombres y plantas) es una revista trimestral publicada para dar a conocer mejor las ideas y las actividades de la asociación del Conservatorio de colecciones vegetales especializadas (CCVS). La revista, escrita tanto por profesionales como por aficionados,está dirigida por Françoise Lenoble-Prédiney realizada por Editions Protea.
Publica reportajes sobre las colecciones vegetales existentes en Francia y otros países, con artículos científicos, testimonio de coleccionistas, reportajes sobre las plantas en su biotopo así como sobre las conservadas en colecciones.
Hommes et plantes, en algunos casos, narra la historia de las personas que, a veces arriesgando sus vidas, han ido a buscar, por todo el mundo, plantas  de todos tipos: comestibles, medicinales, ornamentales para embellecer el entorno, etc.